# Himno de Riego
Hymn Riego (hiszp. Himno de Riego) – hymn państwowy Republiki Hiszpańskiej w latach 1931–1939. Zarówno tytuł, jak i słowa pieśni odnoszą się do postaci generała Rafaela del Riego.

## Historia
Zarówno autorstwo słów, jak i muzyki, nie jest pewne. Melodia najprawdopodobniej pochodzi z Asturii. W miejscowości Benasque wykonywana była od niepamiętnych czasów przy okazji świąt patrona miasteczka jako Ball de Benás. We wszystkich późniejszych adaptacjach zachowała swój celtycki i ludowy charakter.
Większość publikacji uznaje za autora muzyki José María de Reart y Copons, wojskowego i bohatera z czasów wojen napoleońskich. Czasem jednak za autorów muzyki uważa się Manuela Varo, profesora muzyki i kapelmistrza orkiestry pułku kawalerii pod dowództwem Riego. Niektóre źródła podają także nazwisko Józefa Melchiora Gomis, kapelmistrza orkiestry pułku z Barcelony i znanego twórcy oper. Najprawdopodobniej Gomis dokonał jednak jedynie adaptacji partytury na potrzeby orkiestry wojskowej. Istnieje także wersja, wedle której autorem muzyki mógł być Szwajcar w służbie Hiszpanii – Antonio Hech, kapelmistrz pułku z Grenady. Trudno jednoznacznie rozstrzygnąć autorstwo muzyki, jako że wersja zatwierdzona przez Kortezy w 1822 roku oznaczona jest jako anonimowa.
Pierwsze znane słowa do tej melodii napisał w lutym 1820 Evaristo de San Miguel, liberał, wojskowy i osobisty przyjaciel gen. Riego. Słowa te zostały opublikowane w broszurze pod przydługim tytułem „El ciudadano Mariano Cabreriza dedica al ciudadano Riego y a los valientes que han seguido sus huellas” (Obywatel Mariano Cabreriza dedykuje obywatelowi Riego i odważnym, którzy podążają jego śladami), będącej zbiorem pieśni republikańskich i patriotycznych.
7 kwietnia 1822 pod naciskiem liberałów król Ferdynand VII ogłosił Hymn Riego oficjalnym hymnem państwowym Hiszpanii. Pomimo odwrotu od idei liberalizmu w Hiszpanii, jego status jako hymnu narodowego nigdy nie został oficjalnie odwołany, choć jego wykonywanie zostało wstrzymane i zastąpił go Marsz Królewski. Przez cały XIX wiek Hymn Riego pozostawał także nieoficjalnym hymnem hiszpańskich republikanów.
Niezależnie od słów de San Miguela istniały także inne wersje o rozmaitym charakterze. Alcalá Galiano napisał Hymn do tej samej melodii i również poświęcony Riego, jednak nie wymieniający go z imienia i nazwiska. W 1836 powstała jeszcze inna wersja zatytułowana „La Moderación”, a także wersja antyklerykalna i niezliczone wersje odnoszące się do aktualnych wydarzeń politycznych.
W roku 1931 Hiszpania przestała być monarchią i zaistniała potrzeba wybrania nowego, republikańskiego hymnu. Znany hiszpański muzyk Oscar Esplá przygotował nową adaptację melodii Hymnu Riego, a poeta Antonio Machado napisał doń nowe, uwspółcześnione słowa. Hymn ten ponownie zatwierdzono 27 kwietnia 1931 jako oficjalny hymn narodowy II Republiki Hiszpańskiej. Tego samego wieczoru nastąpiło pierwsze poświadczone wykonanie nowej wersji w madryckim teatrze Ateneo w obecności Manuela Azaña, późniejszego prezydenta. Pieśń wykonała znana natenczas śpiewaczka Laura Nieto, a muzykę Królewska Orkiestra Korpusu Halabardników (Banda Real del Cuerpo de Alarbaderos).
Od momentu jego ponownego zatwierdzenia hymn był krytykowany. Prasa podkreślała jego wodewilową melodię i podobieństwo do jednej z piosenek z operetki El desfile del amor. Krytykowano także jego niemarszowy charakter oraz tekst za brak związku emocjonalnego z odczuciami większości społeczeństwa.
Po upadku Republiki Hiszpańskiej i zakończeniu hiszpańskiej wojny domowej Francisco Franco zdelegalizował Hymn Riego i powrócił do Marcha Real.